# Hamida Javanshir
Hamida Ahmad bey qizi Javanshir (en àzeri: Həmidə Cavanşir) (19 de gener del 1873 - 6 de febrer del 1955) fou una activista pels drets de les dones àzeri.
Era la filla major d'Ahmad bey Javanshir, historiador àzeri, traductor i oficial de l'exèrcit imperial rus. Hamida i el seu germà menut foren educats a casa. Quan tenia nou anys, una família de tutors russos visqué amb ells per a guiar la seua educació. Als 14 anys, estava familiaritzada amb la literatura europea i islàmica, i parlava rus i francés.
El 1889 es casà amb un nadiu de Barda, el tinent coronel Ibrahim bey Davatdarov. Es posaren a viure a Brest-Litovsk (ara Belarús) i tingueren dos fills, Mina i Muzaffar. Estudià ball de saló, alemany i polonés. El 1900 la família es traslladà a Kars, on Davatdarov fou nomenat comandant d'un fort militar. Un any més tard el seu espòs va morir.

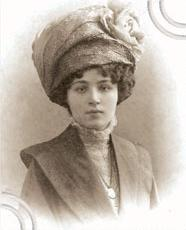
La filla d'Hamida Javanshir, Mina Davatdarova, fou professora professional, i s'oferí com a voluntària a l'escola Kahrizli fins a la seua mort, al 1923

Ella heretà la finca de Kahrizli del seu pare i continuà el seu negoci de cotó. D'acord amb la voluntat paterna, portà el manuscrit de la seua obra On the Political Affairs of the Karabakh khanate in 1747–1805 a Tiflis (capital de l'actual Geòrgia) per tal d'imprimir-lo en l'editorial Geyrat. Allí, a l'octubre del 1905, conegué a Jalil Mammadguluzadeh, que després fou columnista del periòdic àzeri Sharg. El 1907 es van casar i visqueren a Tiflis fins al 1920. Van tenir dos fills, Midhat el 1908, i Anvar el 1911.
Durant la gran fam de Karabakh del 1907, va distribuir farina i mill als vilatans i també actuà com a mitjancera entre els armenis locals i els àzeris després de dos anys de massacres. El 1908 funda una escola de coeducació en sa casa de Kahrizli, que fou la primera escola d'àzeri on els xics i xiques podien estudiar a la mateix aula. El 1910, Javanshir, amb membres femenins de la noblesa àzeri de la ciutat, funda la Societat de Beneficència Caucàsica de les Dones Musulmanes. Durant una epidèmia de verola en l'era soviètica, comprà vacunes i donà dosis a la gent de Kahrizli.
El 1921, després d'haver viscut a Tabriz durant un any, la família es trasllada a Bakú, on va escriure les seues memòries i traduí les obres del seu marit. Va sobreviure a dos dels seus fills: Mina el 1923 i Midhat el 1935. Va morir a Bakú el 1955. Hi ha un museu dedicat a la seua obra a Kahrizli.